# 庄司敏夫
庄司 敏夫（しょうじ としお、1940年8月25日 - 2023年4月28日）は、千葉県出身の元競泳選手。1964年東京オリンピック競泳800mフリーリレー銅メダリスト。

## 人物
- 千葉県立安房高等学校卒[1]。1964年東京オリンピックで岩崎邦宏・岡部幸明・福井誠と競泳男子800mフリーリレーに出場、銅メダルを獲得した[2]。
- 引退後は2014年10月11日に東京オリンピック50周年を記念に駒沢陸上競技場で行われ、「50周年の火」を灯すリレーで、トーチのリレーでJOCエリートアカデミーと[3]第三走者リレーとして参加した[4]。